# Neothyone schistaceoplagiata
Neothyone schistaceoplagiata là một loài bướm đêm thuộc phân họ Arctiinae, họ Erebidae.